# جوپا (مریلند)
جوپا (به انگلیسی: Joppa) یک منطقهٔ مسکونی در ایالات متحده آمریکا است که در مریلند واقع شده‌است. جوپا ۴٫۵۷ متر بالاتر از سطح دریا واقع شده‌است.